# Charaxes protomanica
Charaxes protomanica är en fjärilsart som beskrevs av Van Someren 1966. Charaxes protomanica ingår i släktet Charaxes och familjen praktfjärilar. Inga underarter finns listade i Catalogue of Life.